# Paradelphomyia distivena
Paradelphomyia distivena är en tvåvingeart som beskrevs av Alexander 1954. Paradelphomyia distivena ingår i släktet Paradelphomyia och familjen småharkrankar.
Artens utbredningsområde är Myanmar. Inga underarter finns listade i Catalogue of Life.